# Nur ein Tag in Berlin
Nur ein Tag in Berlin ist ein deutscher Kinofilm von 2018. Regie führte Malte Wirtz.

## Handlung
Mia und Linda treffen sich nach langer Zeit wieder und verbringen einen gemeinsamen Tag in Berlin. Das Wiedersehen der ehemaligen Freundinnen birgt mehr als eine Überraschung und aus der Planung nur ein Tag in Berlin könnte am Ende mehr werden. Doch zunächst müssen Dinge geklärt werden. Mia ist verschuldet und ihr schwebt als Lösung des Problems eine Erpressung vor. Zahlen soll der Mann, dessen Liebhaberin sie seit langer Zeit ist. Doch wasserdicht ist der Plan nicht, denn Mia empfindet für den Mann eigentlich anders.
Linda plant ihre Hochzeit und auch sie hegt andere Gefühle. Vielleicht schlägt ihr Herz doch für Mia? Eventuell ist Mia eine gute Freundin, eventuell ist es doch Liebe. Ehe es weitergehen kann, müssen die zwei Frauen ihre Standpunkte klären.

## Hintergrund
Der Film wurde an einem einzigen Tag gedreht. Regisseur Malte Wirtz kommunizierte mit den Schauspielern lediglich durch Textnachrichten, die selber Teil der Geschichte waren.
Der Film wurde auf dem Boddinale Filmfest in Berlin am 19. Februar 2018 uraufgeführt und erhielt dort die Auszeichnung „Best Feature Award“. Er lief anschließend auf dem Achtung Berlin Filmfest und kam am 1. November 2018 in die deutschen Kinos.

## Kritik
„Ein Experiment ist Malte Wirtz Film also, ein schnell abgedrehter Film, der angesichts seiner kurzen Drehzeit und der augenscheinlich sehr reduzierten Mittel erstaunlich gut und vor allem rund funktioniert.“

„Das ohne Drehbuch an einem einzigen Tag gedrehte Porträt junger Großstadtmenschen verliert vor lauter Improvisation seine Geschichte aus dem Blick und läuft ins Leere. Die Unruhe und Unbestimmtheit der Protagonisten spiegelt sich auch in der formalen Gestaltung einer unruhigen Kamera und abrupter Schnitte wider.“

„Die improvisierten Dialoge driften teils ins Banale ab. Dennoch gelingen Malte Wirtz' 24-Stunden-Experiment gelegentlich Momente der Unmittelbarkeit.“

„Der experimentelle Ansatz, bei dem Wirtz seine Darstellerinnen lediglich mit Rollenprofilen und ein paar Vorgaben ausstattete und während des Drehs Regieanweisungen an ihre Mobiltelefone schickte, ist aufregender als das Ergebnis. Schon die Grundidee der Erpressung wirkt konstruiert und krude. Anstatt diese konsequent zu verfolgen, verläuft sich die Handlung zwischen Bootsfahrt, Balkongesprächen und Barbesuchen schnell in Belanglosigkeiten und Behauptungen.“

## Trivia
Das Bild, das in der letzten Szene gestohlen wird, ist ein Original Jan van Eyck.
Die Premierenfeier fand in der Bar, in der auch eine Filmszene gedreht wurde statt: Chausseestraße 131, die damals noch Larry hieß.